# Glimmen (dorp)
Glimmen is een dorp in de gemeente Groningen, gelegen in de provincie Groningen in Nederland. Het dorp heeft ongeveer 1.370 inwoners.

## Beschrijving
Glimmen is een dorp in het Gorecht, ongeveer tien kilometer ten zuiden van de stad Groningen, behorend tot de gemeente Groningen en liggend aan de Rijksstraatweg, de voormalige heirweg, die zich bij Glimmen vroeger vertakte in de Hoge Hereweg door de Appelbergen en de Lage Herenweg of Punterdijk langs de huidige Rijksstraatweg. Op de Glimmer es zijn de resten gevonden van twee vernielde hunebedden, vijfduizend jaar oude megalithische begraafplaatsen daterend uit het neolithicum. Vanaf de late middeleeuwen viel de buurtschap of marke van Glimmen onder het kerspel Noordlaren. De rivier, die hier Drentsche Aa genoemd wordt, meandert ten westen van de oude dorpsbrink. Bij een oude voorde in een bocht van deze rivier liggen de restanten van de Weerdenbras, een 13e-eeuwse burcht ('Castrum') van Graaf Egbert, prefect van Groningen, verwoest door de Gelkingers in 1256. Ongeveer twee eeuwen later werd er een ander versterkt huis gebouwd een paar honderd meter stroomafwaarts, dat in het dorp vanouds 'de Burcht' heette. In de zeventiende eeuw werd op de restanten van dit oude steenhuis, met omgrachting, een havezate gebouwd, nu beter bekend als het 'Huis te Glimmen'. Ten zuiden van het dorp ligt het Nationaal beek- en esdorpenlandschap Drentsche Aa. Vlak bij Glimmen, niet ver van de A28 staat de poldermolen De Witte Molen. Even ten zuiden van het dorp ligt een golfbaan, de Noord-Nederlandse Golf & Country Club.
De Appelbergen (ter plaatse uitgesproken als Appèlbergen) is een bos ten oosten van het dorp, waar ook moerassen, vennetjes en een zandverstuiving te vinden zijn. Het is vanouds een toeristische trekpleister, waar vroeger ook een zwembad en een speeltuin gevestigd waren. Tegenwoordig is er nog een restaurant met speeltuin te vinden. Door het bos loopt een middeleeuwse 'snelweg', de Hoge Hereweg. Tijdens de oorlogsjaren zijn Gerrit Imbos en 33 andere door de Duitsers als represaillemaatregel voor de april-meistakingen van 1943 gefusilleerde Nederlanders in het geheim begraven in de Appelbergen. Ondanks intensieve zoektochten zijn van 15 van hen de graven niet teruggevonden. Ook andere verzetsstrijders zijn hier geëxecuteerd, onder wie Anda Kerkhoven en Dinie Aikema in maart 1945.
Ten zuidoosten van Glimmen en ten zuidwesten van de Appelbergen liggen op de Glimmer es aan weerszijden van de Oude Schoolweg de resten van twee hunebedden. Hunebed G2 ligt midden in een perceel ten noordoosten van de weg (53° 7' 60" NB, 6° 38' 27" OL). Dit hunebed werd onderzocht in 1969 en 1970 en bleek een lengte te hebben gehad van ongeveer elf meter met in zeven paar zijstenen. Hunebed G3 ligt tegenover G2 midden in het oostelijk deel van een graslandperceel (53° 7' 58" NB, 6° 38' 20" OL). De resten van dit hunebed werden onderzocht in 1971. Met een lengte van drie meter en twee paar zijstenen was dit voor zover bekend het kortste hunebed van Nederland. Beide hunebedden zijn vermoedelijk gesloopt tussen de 10e en 13e eeuw. Vermoed wordt dat stenen van G3 zijn verwerkt in de fundamenten van het Huis te Glimmen.

## Bekende (ex-)inwoners
- Hilmar Johannes Backer (1882-1959), hoogleraar scheikunde
- Wilhelmina Bladergroen (1908-1983), hoogleraar orthopedagogiek, bewoner van de villa ‘Vogelzang’
- Christiaan Brunner (1929-2007), hoogleraar privaatrecht
- Jacobus L.H. Cluysenaer (1911-1979), hoogleraar sociaal recht & recht der economische ordening, bewoner van 'Huize de Groninger Punt'
- Graaf Jean Baptiste Remy François Dumonceau de Bergendal (1827-1891), zoon van de maarschalk van Holland in de Bataafse Republiek, directeur van de vlasfabriek in Groningen, bewoner van het landgoed ‘De Poll’
- Johan Fabricius (1899-1981), schrijver van De scheepsjongens van Bontekoe, Het meisje met de blauwe hoed en andere boeken, woonde in de Moushorn.
- Pieter Mient Hoekstra (1922-2010), wederopbouwarchitect ("1000 woningenplan" van Kuiler en Drewes), bewoner van 'De Brinkkamp'
- Willem Jan Hendrik Hoen (1882-1959), burgemeester van Warffum.
- Geertruida J. E. Jullens (1797-1865), filantrope, bewoner van 'Weltevreden', nagelaten als huize van weldadigheid voor behoeftige wezen, oude mannen & vrouwen
- Rutger Kopland (1934-2012), dichter, pseudoniem van Rudi van den Hoofdakker, hoogleraar psychiatrie
- Sicco Mansholt (1908-1995), minister van landbouw, visserij en levensonderhoud, EEG-commissaris van landbouw, jeugd op villa 'Huis ter Aa'
- Theodorus E. Niemeijer (1909-2007), directeur Koninklijke Theodorus Niemeyer BV en kamerheer i.b.d. van koningin Beatrix, bewoner van 'de Geerkamp'.
- Eric Nordholt (1939-), hoofdcommissaris politie Amsterdam 1987-1997
- Petrus van Oeckelen (1792-1878), orgelbouwer, bewoner van het huis 'Haaksbergen'
- A.H.J. Prins (1921-2000), hoogleraar culturele antropologie (afrikanist, Indische Oceaan, zeevaart), bewoner van de villa 'Huis ter Aa'
- Jhr. Roelof Antonius Quintus (1816-1894), oud-burgemeester, oud-rechter en notaris te Groningen, bewoner van het Huis te Glimmen en naamgever van het Quintusbos
- Egbert Reitsma (1892-1976), architect, bewoner van het huis 'Heemstede (Oeckelenhof)'
- Jan Jacob ten Cate Vissering (1850-1915), bewoner van het landhuis 'Welgelegen'
- Jan Vroom (1920-1945), verzetsman, door de Duitsers gefusilleerd bij de Woeste Hoeve als represaille voor de aanslag op Hanns Rauter
- Jan Vroom jr. (1893-1958), landschapsarchitect
- Sebo Eltjo Woldringh (1866-1960), burgemeester van Kloosterburen

## Afbeeldingen

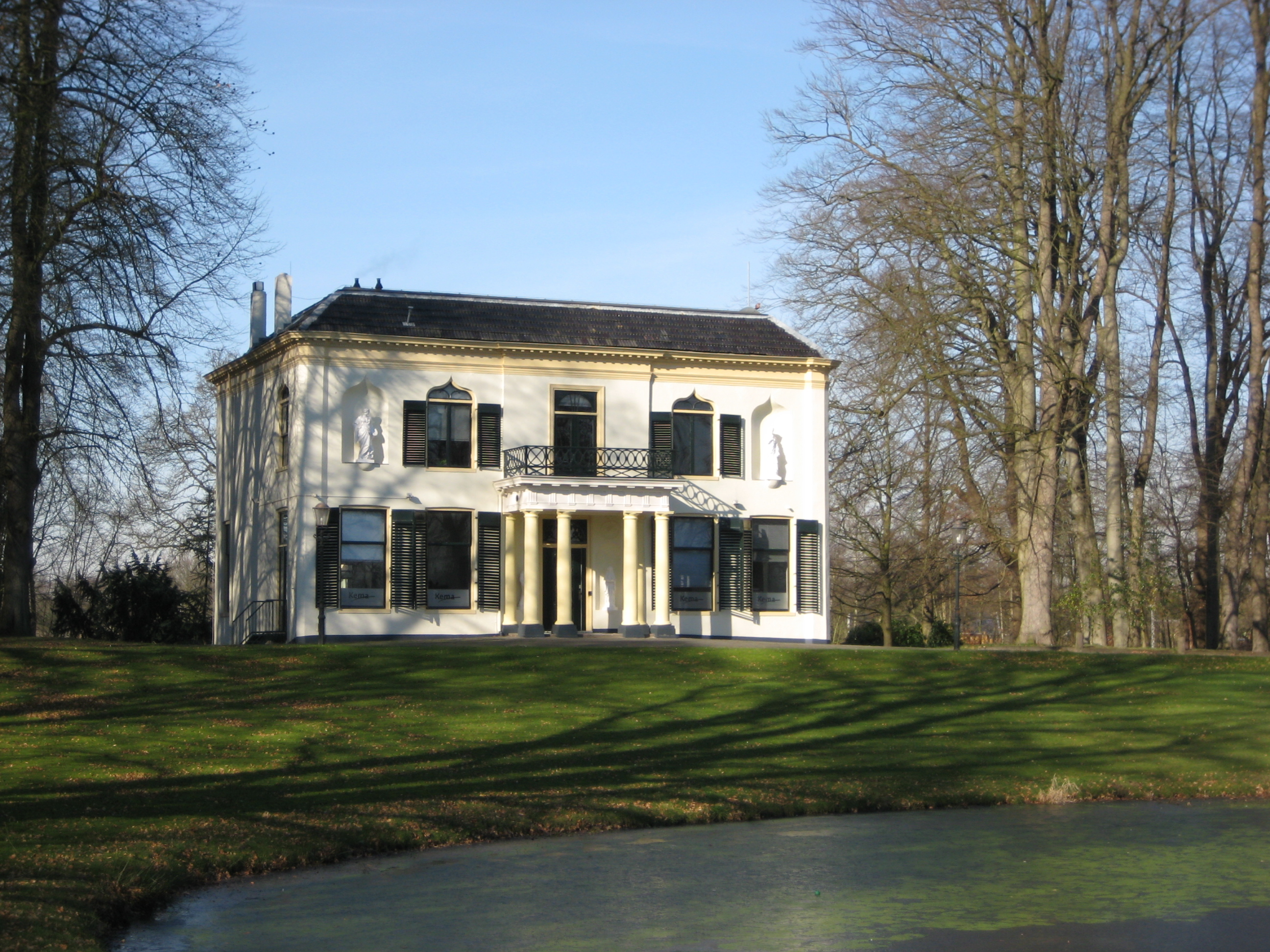
Landhuis Welgelegen aan de Rijksstraatweg
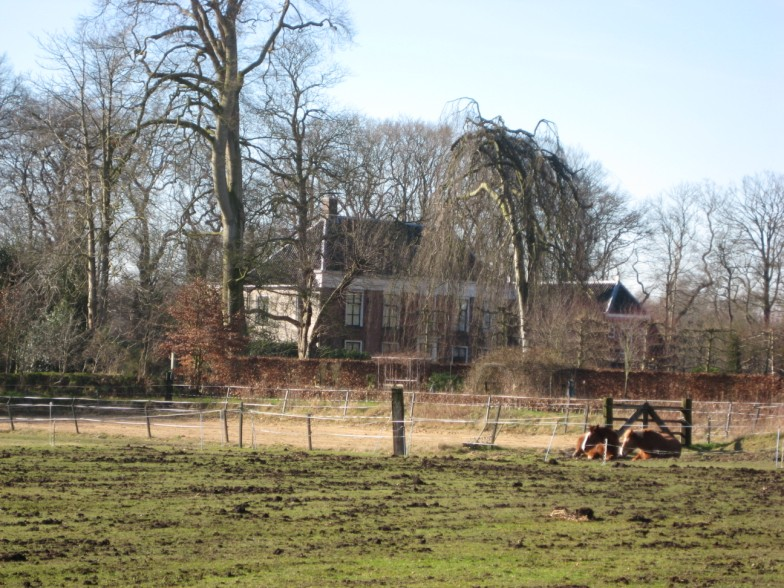
Huis te Glimmen
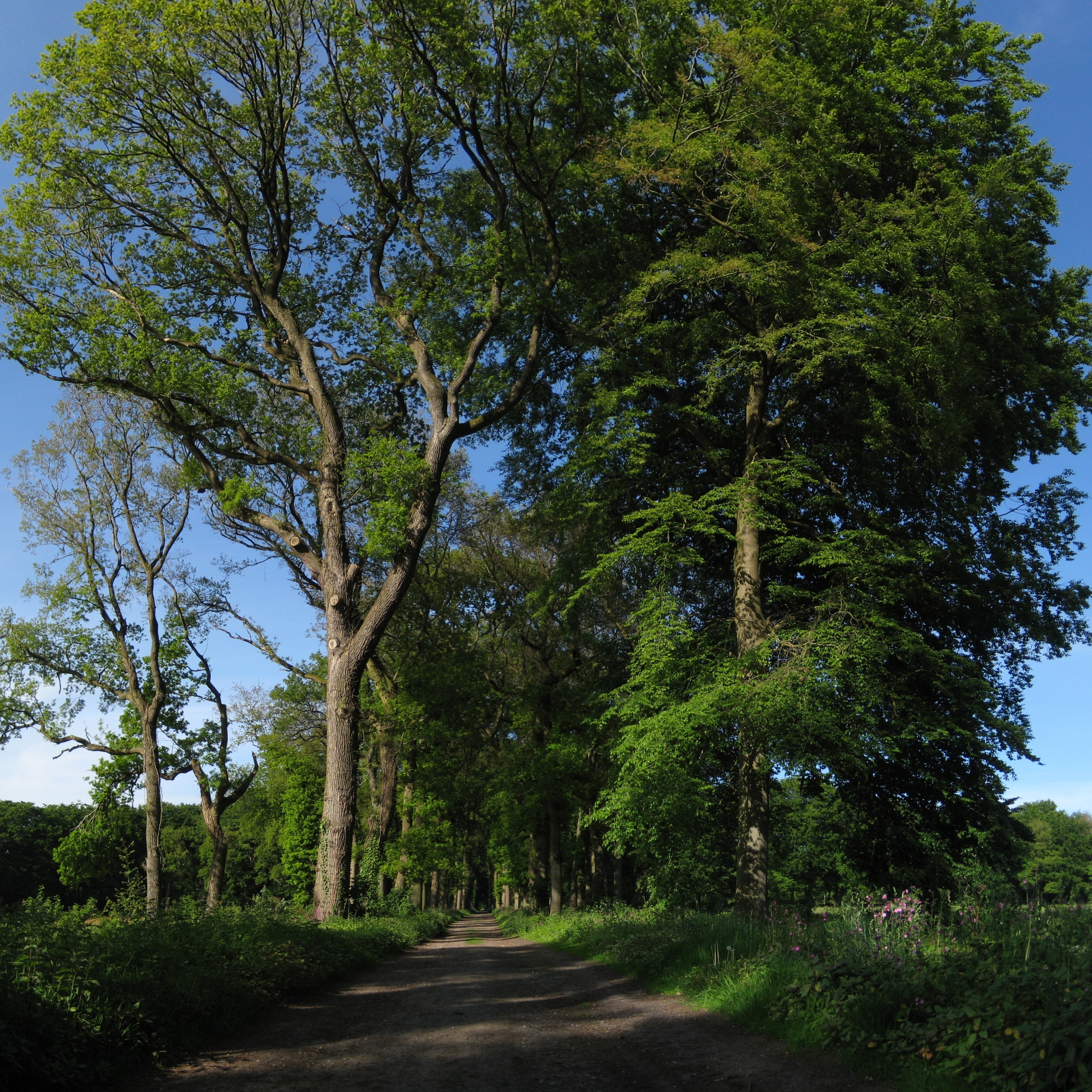
Het Quintusbos
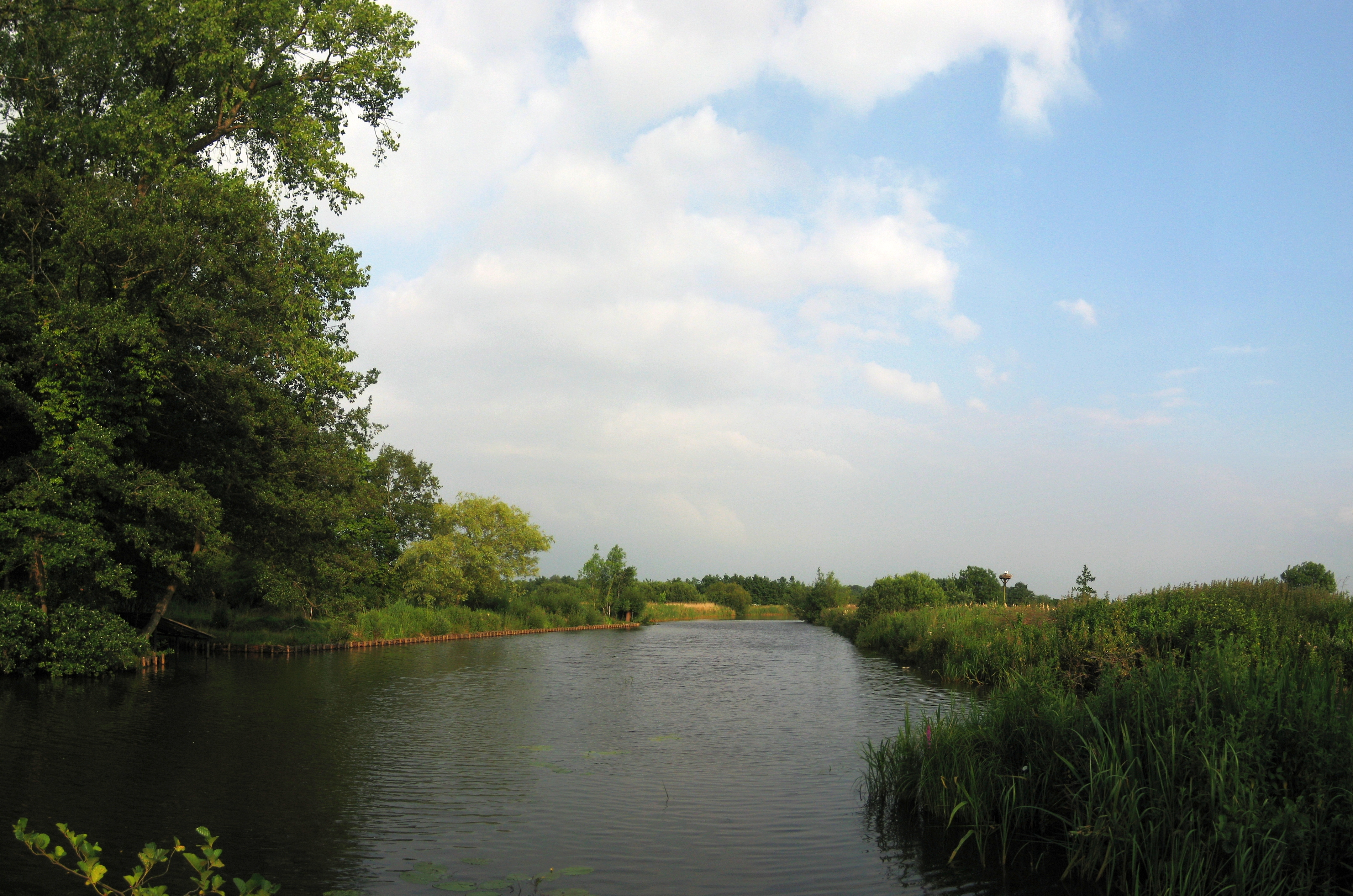
Drentsche Aa bij Glimmen
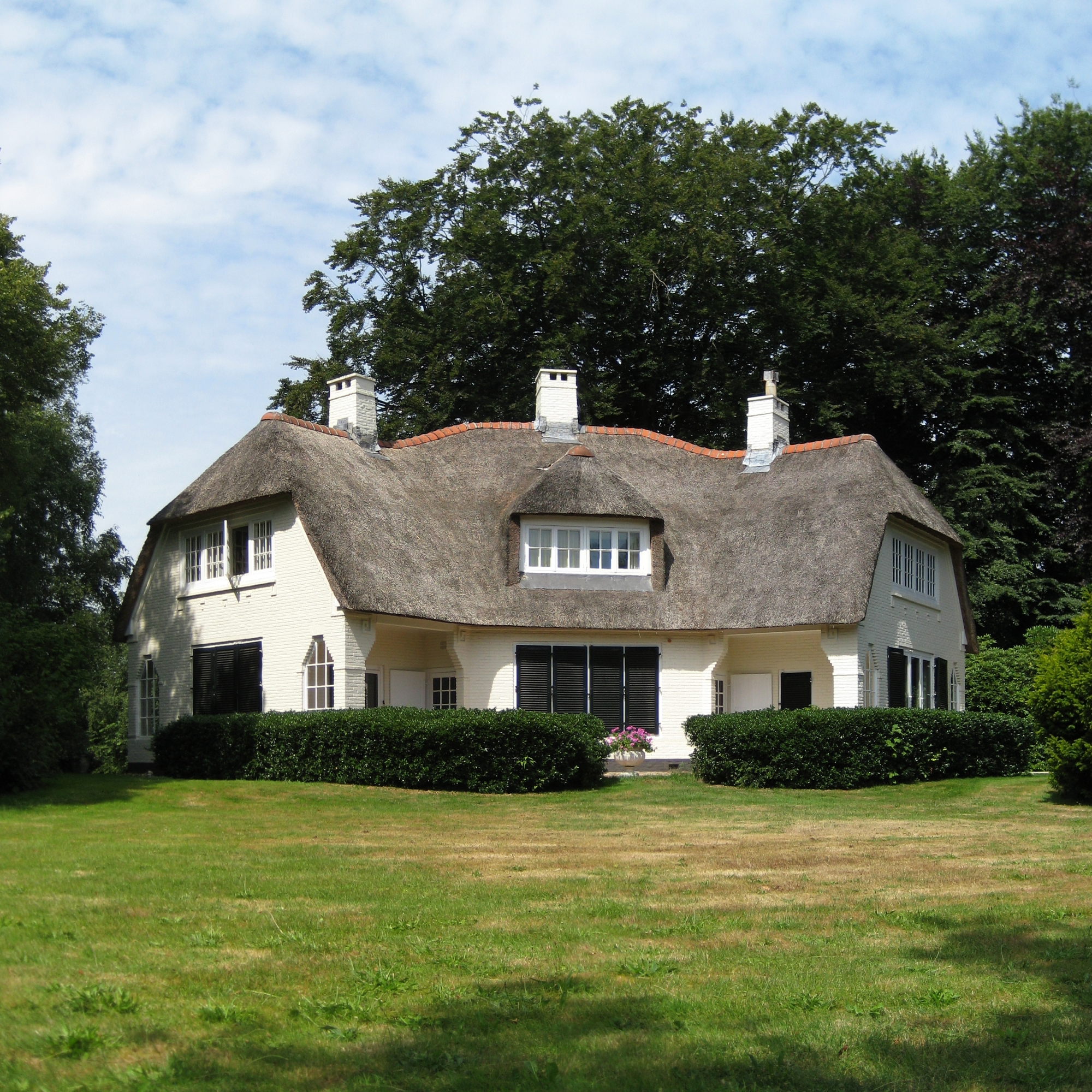
De Brinkkamp (1920), ontwerp A.R. Wittop Koning
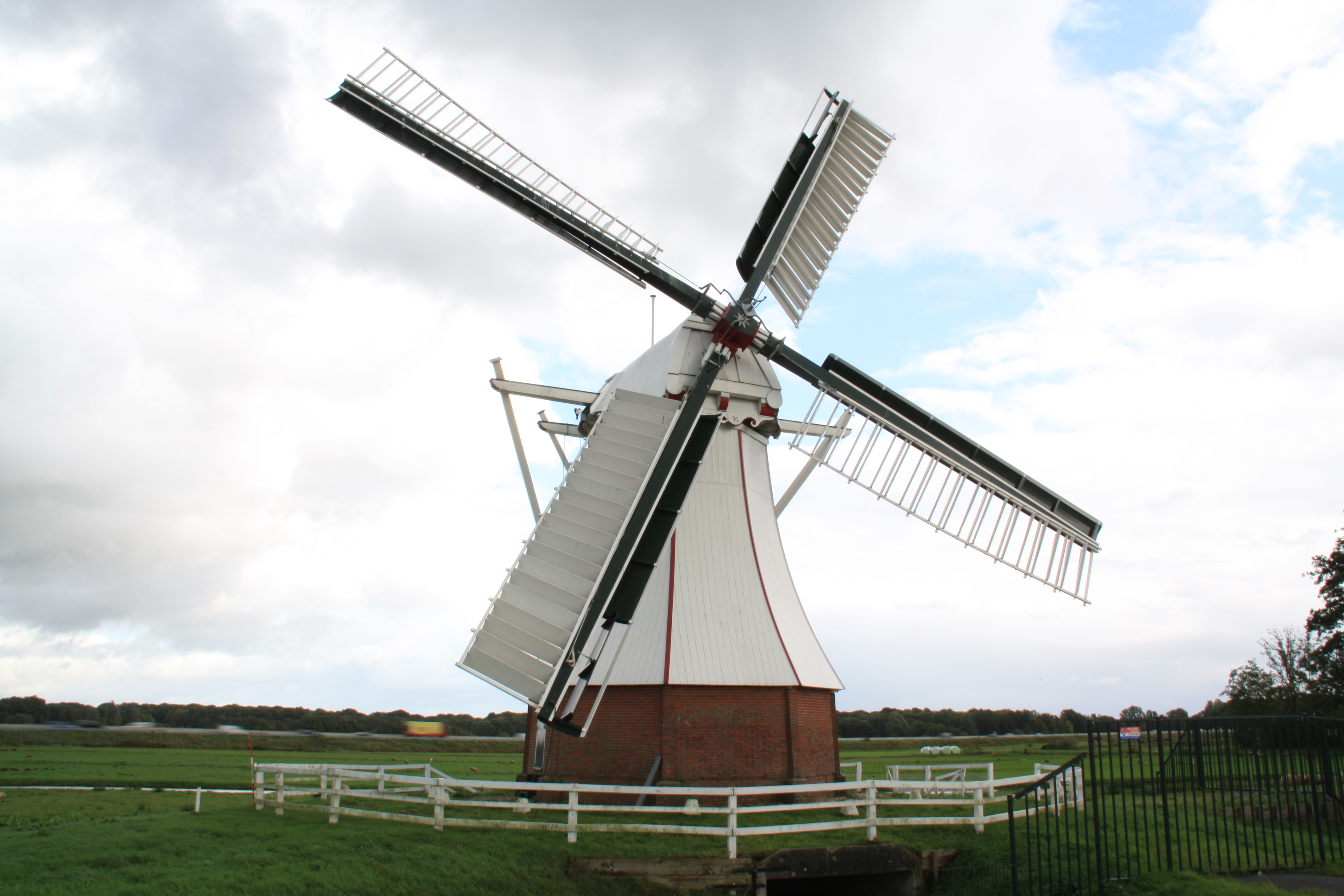
De Witte Molen (Glimmen)

Stad: Groningen

Dorpen: Garmerwolde · Glimmen · Haren · Harkstede (deels) · Lageland · Lellens · Meerstad · Noordlaren · Onnen · Sint-Annen · Ten Boer · Ten Post · Thesinge · Winneweer · Woltersum

Buurtschappen: Achter-Thesinge · Boltklap · Bouwerschap · Bovenrijge · Dilgt · Dorkwerd · Engelbert · Emmerwolde · Essen · Euvelgunne · Felland · Harendermolen · Hemert · Hemmen · Hoogkerk · Leegkerk · Hoornsedijk · Klein Harkstede · Kröddeburen · Lageweg · Lutjewolde · Middelbert · Noorddijk · Noorderhoogebrug · Oosterdijkshorn · Oosterhoogebrug · Oude Roodehaan · Paterswolde (deels) · Ruischerbrug · Roodehaan · Slaperstil · Steerwolde · Vierverlaten · Wittewierum · Zevenhuisjes

Provincie Groningen: Steden en dorpen      Nederland: Provincies · Gemeenten